# Ель-Агілар
Ель-Агіла́р (ісп. El Aguilar) — гірське селище в аргентинських Андах (плато Альтіплано), у провінції Жужуй, департаменті Умауака. Розташоване поряд із золотим рудником. Є одним із найвищих відносно рівня моря містечок в Аргентині та світі. Економіка в основному базується на видобутку свинця, цинку та платини в сусідній шахті.

## Клімат
Селище знаходиться у зоні, котра характеризується океанічним кліматом субтропічних нагір'їв. Найтепліший місяць — грудень із середньою температурою 9.8 °C. Найхолодніший місяць — липень, із середньою температурою 0.6 °С.
| Клімат Ель-Агілара      | Клімат Ель-Агілара | Клімат Ель-Агілара | Клімат Ель-Агілара | Клімат Ель-Агілара | Клімат Ель-Агілара | Клімат Ель-Агілара | Клімат Ель-Агілара | Клімат Ель-Агілара | Клімат Ель-Агілара | Клімат Ель-Агілара | Клімат Ель-Агілара | Клімат Ель-Агілара | Клімат Ель-Агілара |
| Показник                | Січ.               | Лют.               | Бер.               | Квіт.              | Трав.              | Черв.              | Лип.               | Серп.              | Вер.               | Жовт.              | Лист.              | Груд.              | Рік                |
| Середній максимум, °C   | 17,8               | 16,8               | 17,1               | 16,1               | 14,4               | 12,3               | 12,4               | 14,5               | 16,2               | 17,9               | 18,8               | 18,8               | 16,1               |
| Середня температура, °C | 9,7                | 9,2                | 8,8                | 6,7                | 3,5                | 0,8                | 0,6                | 2,5                | 4,9                | 7,6                | 9,2                | 9,8                | 6,1                |
| Середній мінімум, °C    | 5,1                | 4,4                | 3,9                | 0,4                | −4,4               | −7,3               | −7,6               | −5,9               | −3                 | 0,3                | 2,8                | 4,6                | −0,6               |
| Норма опадів, мм        | 83.3               | 77.6               | 61.4               | 14.2               | 4                  | 8                  | 2                  | 9.9                | 7.7                | 17                 | 34.1               | 64.1               | 383.3              |
| Днів з опадами          | 17,1               | 15,3               | 12                 | 4,8                | 1,4                | 0,8                | 0,9                | 1,3                | 2                  | 4,4                | 7,8                | 15,7               | 83,5               |
| Вологість повітря, %    | 63.5               | 64.2               | 61.5               | 50.4               | 38.5               | 34.7               | 32.1               | 32.4               | 36.3               | 44.2               | 51.5               | 59.2               | 47.4               |
| ----------------------- | ------------------ | ------------------ | ------------------ | ------------------ | ------------------ | ------------------ | ------------------ | ------------------ | ------------------ | ------------------ | ------------------ | ------------------ | ------------------ |
| Джерело: Weatherbase    |                    |                    |                    |                    |                    |                    |                    |                    |                    |                    |                    |                    |                    |